# Jardim Botânico de Porto Alegre
O Jardim Botânico de Porto Alegre é um espaço verde da cidade brasileira de Porto Alegre e um Patrimônio Cultural do estado do Rio Grande do Sul. Inaugurado em 10 de setembro de 1958, em 1974 foi absorvido pela Fundação Zoobotânica, um órgão da Secretaria Estadual do Meio Ambiente, passando a desenvolver relevante atividade científica e educativa, além de o parque se tornar uma importante área de lazer para a população, recebendo em média 65 mil visitantes por ano. Contudo, proposta em 2015, em 2016 foi aprovada lei estadual extinguindo a Fundação, alegando-se a necessidade de enxugamento da máquina administrativa do estado. As atividades do Jardim Botânico rapidamente se desestruturaram e em 2022 foi decidida sua concessão à iniciativa privada. O governo do estado vem sendo intensamente criticado por cientistas, organizações ambientalistas, funcionários e outros interessados, por apresentar justificativas implausíveis, ignorar a importância da atividade científica ali realizada para a sociedade gaúcha, e de negligenciar o patrimônio público, permitindo e agindo ativamente para seu sucateamento.

## Histórico
O projeto para um jardim botânico em Porto Alegre remonta ao início do século XIX, quando Dom João VI, depois de criar o Jardim Botânico do Rio de Janeiro, enviou mudas para Porto Alegre a fim de estabelecer um outro parque semelhante na cidade. Essas mudas não chegaram à capital, permanecendo retidas em Rio Grande, onde foram plantadas. Em seguida o agrônomo Paulo Schoenwald doou um terreno ao governo do estado para criar-se uma área verde nestes moldes, mas igualmente o projeto não frutificou.
Uma terceira tentativa seria feita em 1883, quando o vereador Francisco Pinto de Souza apresentou uma proposta de aproveitamento científico da área então conhecida como a Várzea de Petrópolis, que previa um jardim e um passeio público. Considerado utópico, o plano foi arquivado e adormeceu por décadas, só voltando a ser discutido em meados do século XX.
Em 1953 a lei estadual n° 2.136 autorizou a disposição de uma área de 81,57 hectares, dos quais 50 hectares ficariam destinados à criação de um parque ou jardim botânico. Uma comissão que incluía o padre e naturalista Balduíno Rambo foi formada em 1956 para elaborar o projeto, tendo como administrador o irmão e professor Teodoro Luís. Em 1957 iniciou-se a formação de coleções de palmeiras, coníferas e suculentas. Quando aberto ao público, em 10 de setembro de 1958, já dispunha de uma coleção de quase 600 espécies. Em 1959, pela lei n° 2.022, recebeu a denominação de Jardim Botânico. Em 1962 iniciou a coleção de cactos.

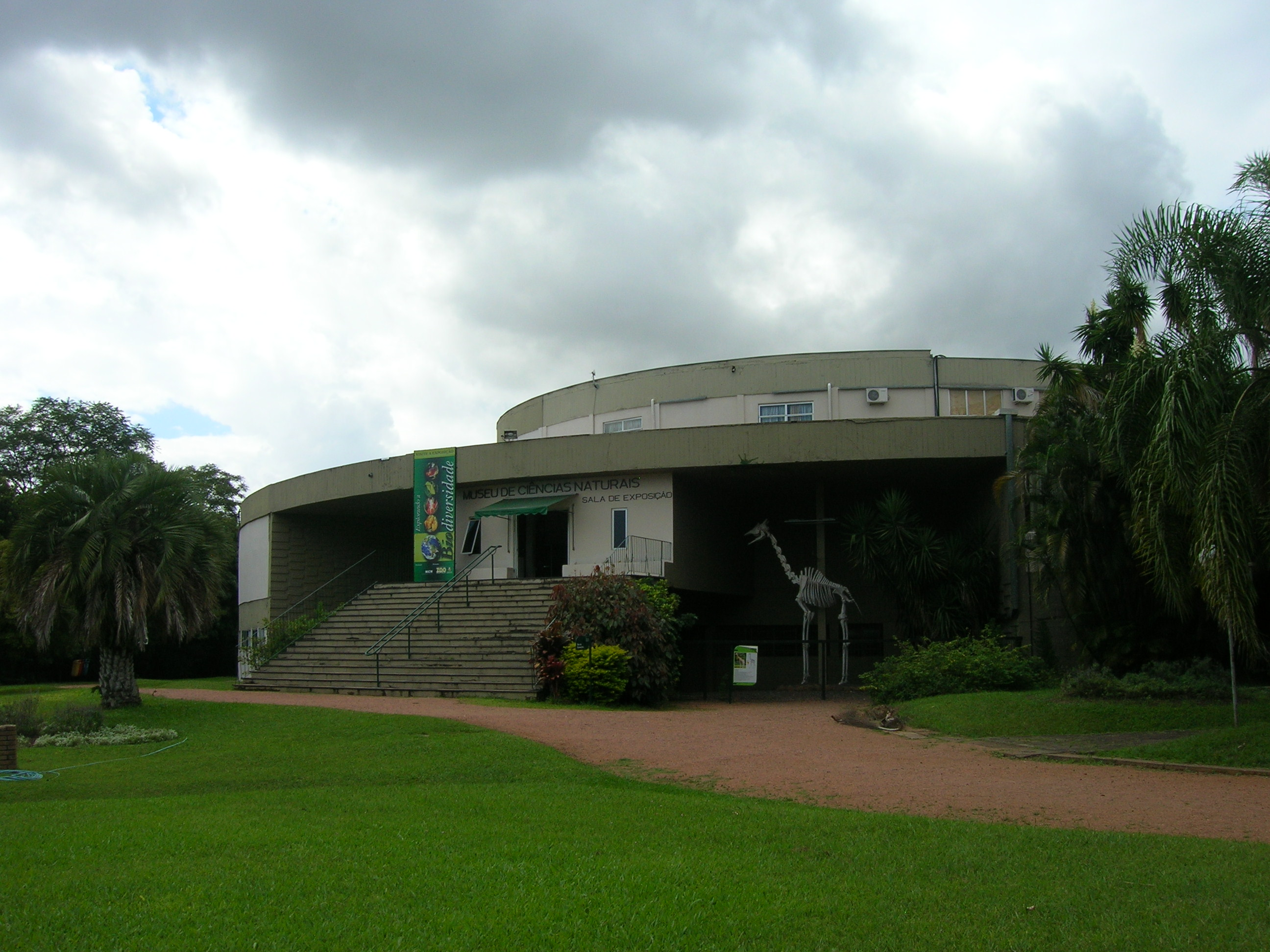
Museu de Ciências Naturais

A partir de 1964, com a saída do irmão Teodoro, o projeto entrou em declínio e os investimentos cessaram, e o Jardim perdeu grande parte da sua área original, doada pelos governadores para diversas instituições, como o Clube Farrapos da Brigada Militar; o Hospital São Lucas da PUC; o Círculo Militar do Exército; a vila Juliano Moreira, a Escola de Educação Física da UFRGS e a Fepam. Em 1974 o Jardim remanescente, com uma área reduzida a 43 hectares, foi integrado à Fundação Zoobotânica, junto com o Parque Zoológico e o Museu de Ciências Naturais. Nesta época as atividades do Jardim iniciaram uma fase de qualificação científica, voltado principalmente para o estudo e preservação da flora nativa do Rio Grande do Sul.  Foi iniciada a coleção de plantas arbóreas, com ênfase em famílias de grande importância ecológica (Myrtaceae, Rutaceae, Myrsinaceae, Bignoniaceae, Fabales, Zingiberales, entre outras), grupos temáticos (condimentares e perfumadas) e formações florestais típicas do estado, e se lançou um programa de expedições de coleta de espécimes e sementes.

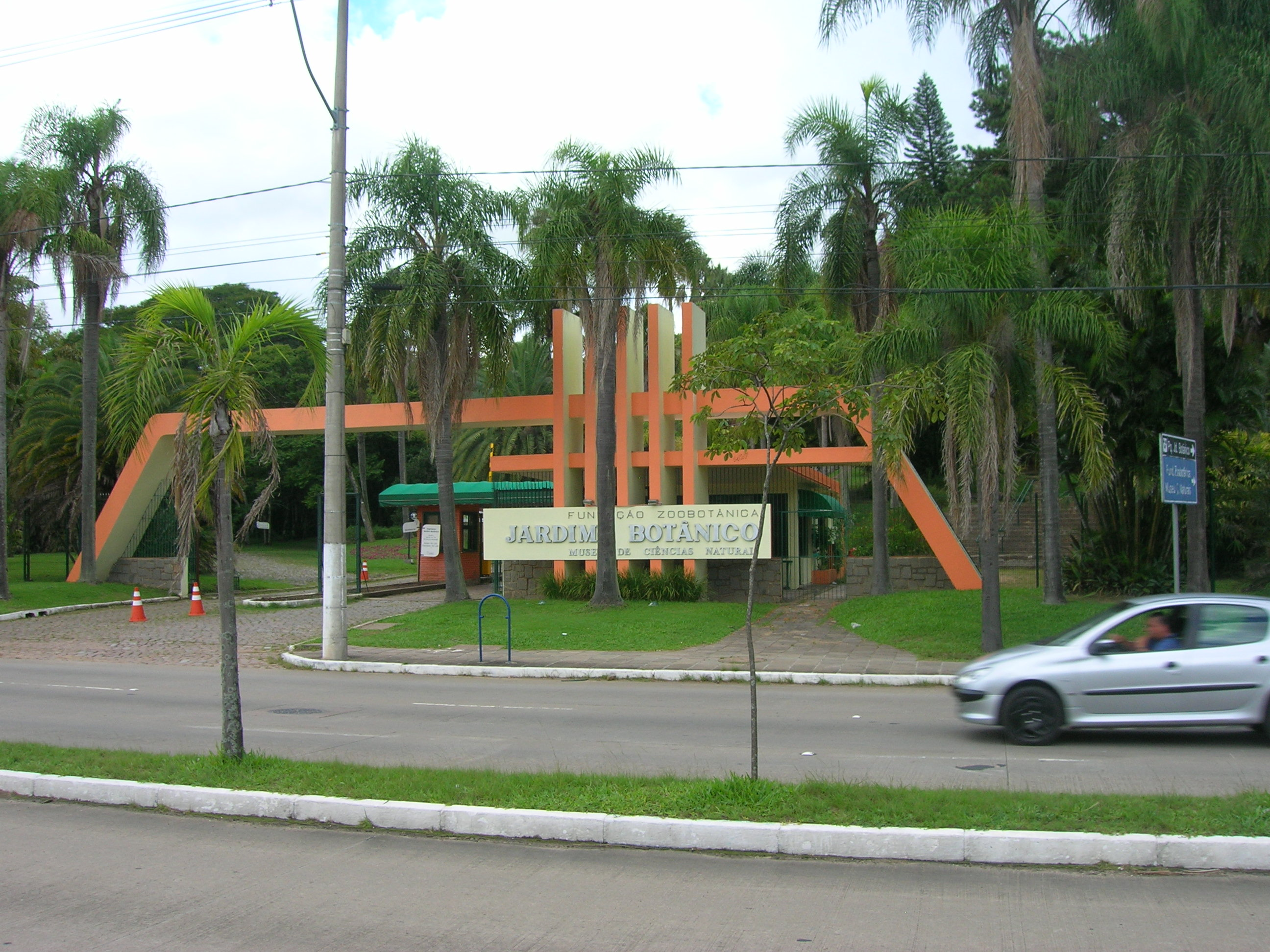
Pórtico de entrada

Em 1986, o Jardim Botânico foi registrado no Programa Nacional de Apoio à Cultura como órgão voltado para o fomento da cultura. Em 1988 foi inaugurado um centro para educação ambiental, que se tornaria desde então um dos interesses mais centrais na instituição, e em 1997 um projeto vinculado ao Programa Pró-Guaíba possibilitou um melhoramento na infra-estrutura, sendo construídos prédios administrativos, pavilhões e estufas para cultivo controlado de espécimes, um banco de sementes e um viveiro de mudas de plantas comercializáveis. Em 2003 foi declarado Patrimônio Cultural do Rio Grande do Sul pela lei nº 11.917.
O Jardim Botânico nesta época alcançava uma sólida reputação como instituição científica e educacional. Ao mesmo tempo, a grande área verde se tornava o centro de um bairro densamente povoado e era adotada pela população para convívio, lazer e esporte, recebendo de 60 a 70 mil vistantes por ano, a grande maioria cidadãos porto-alegrenses. Cerca de 30% dos visitantes eram estudantes, professores, pesquisadores, cientistas, visitantes especiais e outros ligados às áreas técnicas e administrativas.

### Crise
Em 6 de agosto de 2015 o governador Sartori anunciou um pacote de medidas de austeridade fiscal, sendo uma delas a extinção da Fundação Zoobotânica, mantenedora do Jardim Botânico. No dia seguinte foi apresentado, em regime de urgência, o projeto de lei que autorizava a extinção, com a justificativa de "dar continuidade às reformas na estrutura da Administração Pública do Estado, indo ao encontro das demais medidas inovadoras que se pretende implantar. Ao extinguir a Fundação em epígrafe, tem-se por fim proceder a um sensível enxugamento da máquina administrativa, o que determinará considerável redução de gastos". Imediatamente começaram a ser ouvidos protestos de cientistas, ambientalistas, funcionários e outros cidadãos interessados. Foi organizado um abraço da população ao Jardim, um abaixo-assinado recolheu milhares de assinaturas, e foi conseguida uma audiência pública para debater a situação. A mobilização teve o efeito de retirar o projeto do regime de urgência, mas não impediu sua aprovação pela Assembleia Legislativa em 21 de dezembro de 2016, ocasião em que o edifício público teve suas portas fechadas e permaneceu sob repressão violenta da polícia militar.

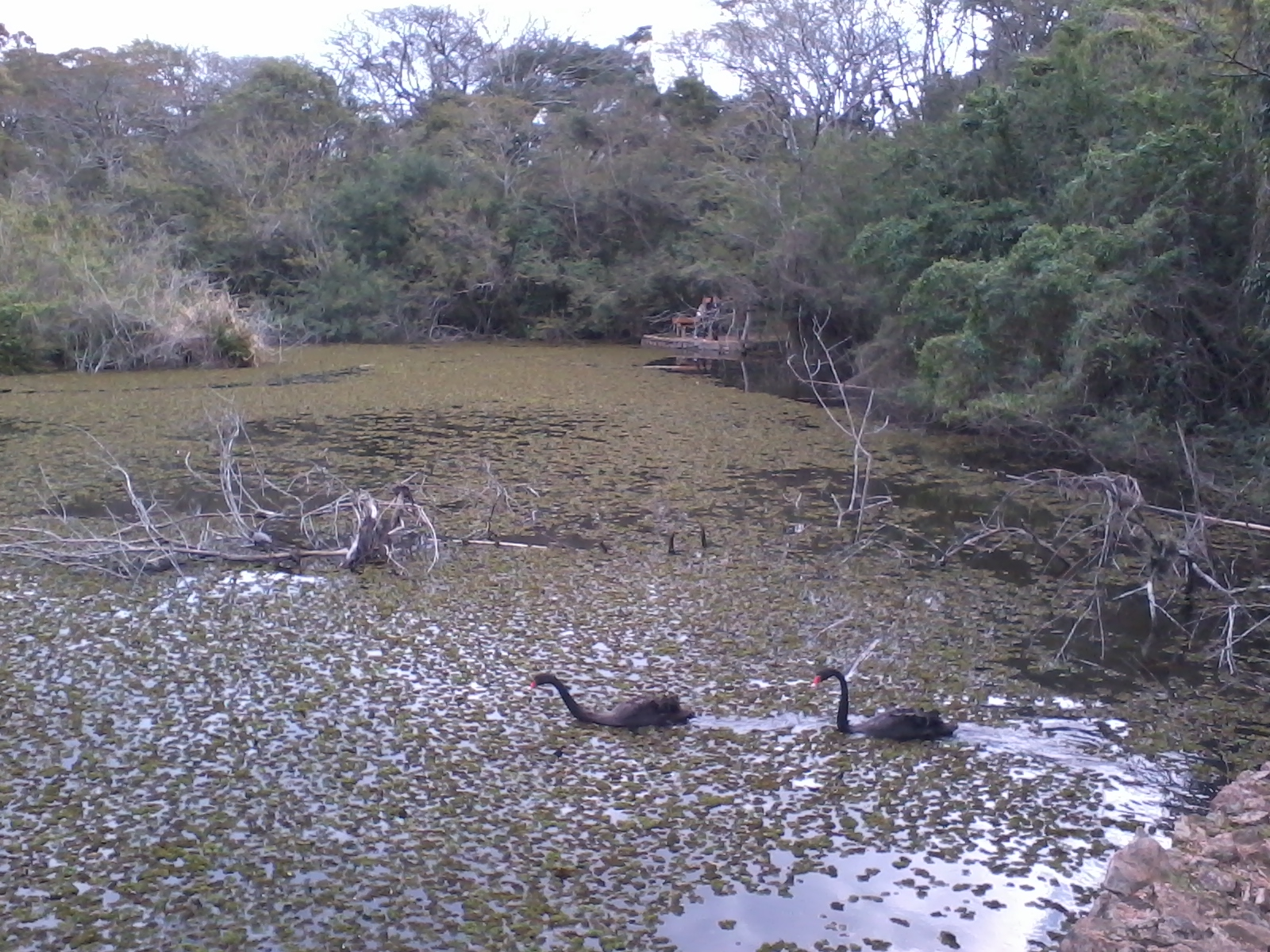
Lago do Jardim Botânico

Com isso o Jardim Botânico teve sua trajetória interrompida e seu futuro como instituição científica de pesquisa e conservação se tornou incerto. Este processo vem sendo intensamente criticado pelos ambientalistas, e incluiu a extinção de diversas outras fundações científicas estaduais de relevante atividade, a concessão de parques estaduais a desenvolvedores privados, desmantelamento da máquina administrativa do setor do ambiente e um radical enfraquecimento do Código Ambiental do Estado, aprovado na gestão de Eduardo Leite.
Suas funções deveriam ter sido absorvidas pela Secretaria Estadual do Meio Ambiente, mas diversas atividades foram sendo suspensas, recursos disponíveis foram desperdiçados, a contratação de bolsistas terminou, funcionários foram demitidos ou removidos, a manutenção das estruturas parou, ocorreram invasões, depredações e roubos. Em 2018 quatro entidades ambientalistas ingressaram com uma ação pública contra o governador do Estado, a secretária de Estado do Ambiente e o ex-presidente da Fundação Zoobotânica por dano ambiental e negligência na conservação do patrimônio público, causando a morte de diversos exemplares de plantas ameaçadas de extinção que estavam conservadas no Jardim.  Depois de outros impasses, em outubro de 2022 foi publicado edital de concessão do Jardim à iniciativa privada, aprovado por unanimidade pelo Conselho Gestor do Programa de Concessões e Parcerias Público-Privadas. Segundo o governo, pretende-se que o novo administrador enfatize as áreas de preservação ambiental, turismo sustentável, geração de renda e incentivo ao desenvolvimento regional. As áreas de pesquisa, manutenção das coleções e produção de mudas permanecerão sob controle da Secretaria.

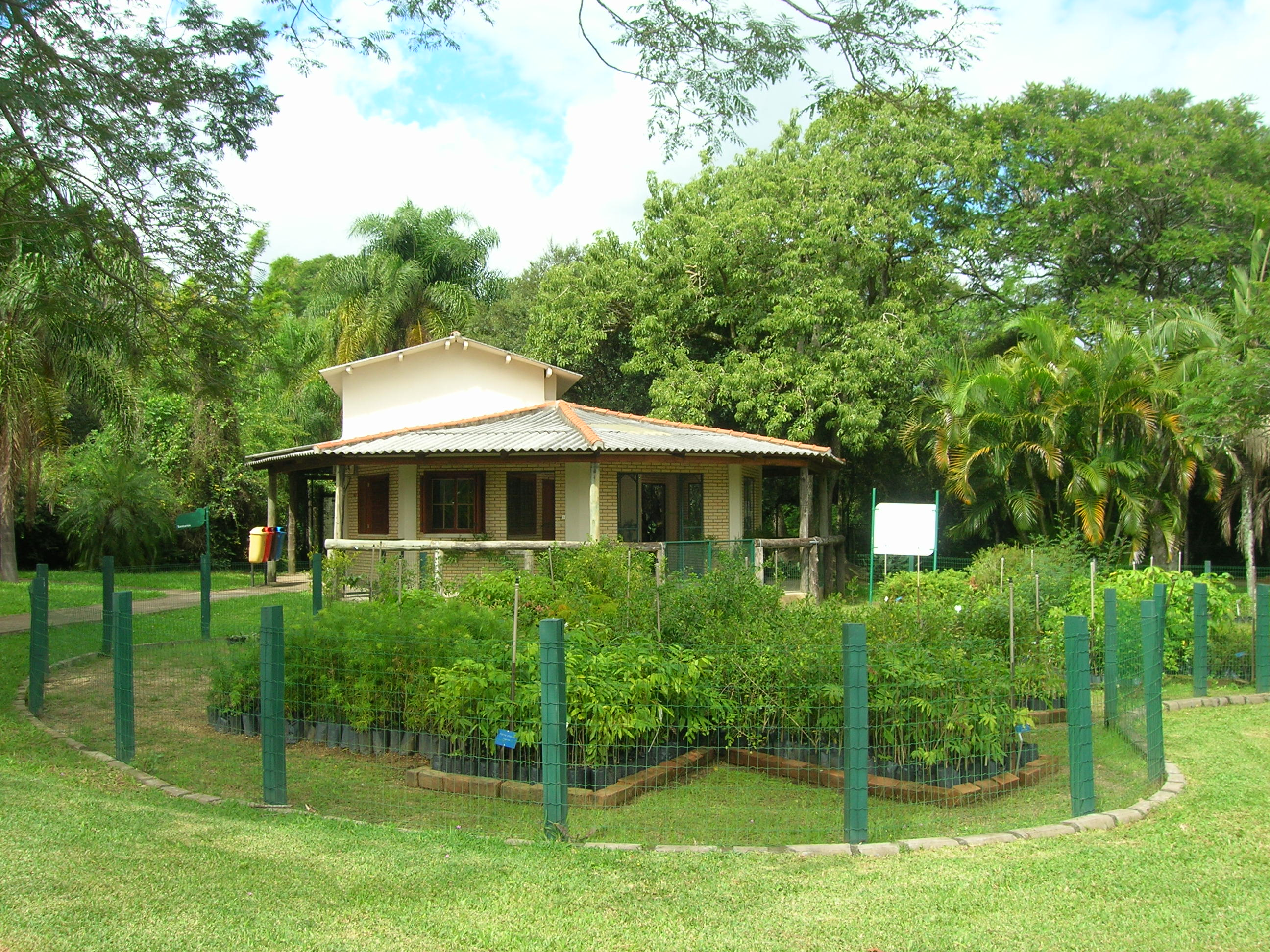
Detalhe do viveiro de mudas

Segundo Mello et al., "desde 2015, há um evidente sucateamento da instituição". A falta de verbas foi contestada pelo fato de que devido à desorganização da cobrança de multas ambientais, o estado perdeu 26 milhões de reais de arrecadação. Além disso, o custeio do Jardim tinha um impacto muito pequeno no orçamento do estado. De acordo com a bióloga Júlia Fialho Soares, "o Poder Executivo nunca apresentou dados que comprovassem a necessidade da extinção das Fundações para a contenção da crise financeira no estado, tendo inclusive abandonado esta justificativa em agosto de 2017". Paulo Brack, coordenador-geral do Instituto Gaúcho de Estudos Ambientais, alegou que não houve avaliação técnica isenta nem o governo respondeu às sugestões apresentadas por pesquisadores, entidades ambientalistas e pessoas da sociedade preocupadas com o tema, e disse que "o modelo de concessão à iniciativa privada do Jardim Botânico favorece as vendas de produtos e não necessariamente contempla as áreas de educação ambiental, pesquisas, manutenção e divulgação de acervos botânicos".
Nas palavras de Cleber Dioni Tentardini, "as incertezas ainda rondam o presente e o futuro nesse que é um dos melhores e maiores centros de pesquisa e conservação da flora rio-grandense. [...] É preciso entender que o Jardim Botânico não é um mero espaço de lazer, um simples depósito de plantas ou um parque para conceder à exploração da iniciativa privada, como já anunciaram que farão com Itapuã, Itapeva, Turvo e outros. O JB é um guardião de espécies raras e ameaçadas de extinção de plantas e árvores nativas do Rio Grande do Sul, com banco de sementes e viveiro valiosíssimos e um espaço sem igual na cidade para ações de educação ambiental. Isso é motivo não só para comemorar, mas também para defender".

## Atividades
Com uma área de 39 ha, é considerado um dos cinco maiores jardins botânicos do Brasil, recebendo classificação A do Conselho Nacional do Meio Ambiente. Com uma significativa diversidade geomorfológica do terreno, com morros, platôs e baixadas alagadas, o Jardim Botânico recria diversos ecossistemas típicos do estado. Boa parte da vegetação do local é nativa da área de Porto Alegre e cresce espontaneamente. O local abriga mamíferos, répteis, anfíbios e peixes, mais de 100 espécies de aves, além das cerca de 3 mil espécies de plantas. Recebe uma média de 65 mil visitantes por ano.

### Missão Institucional

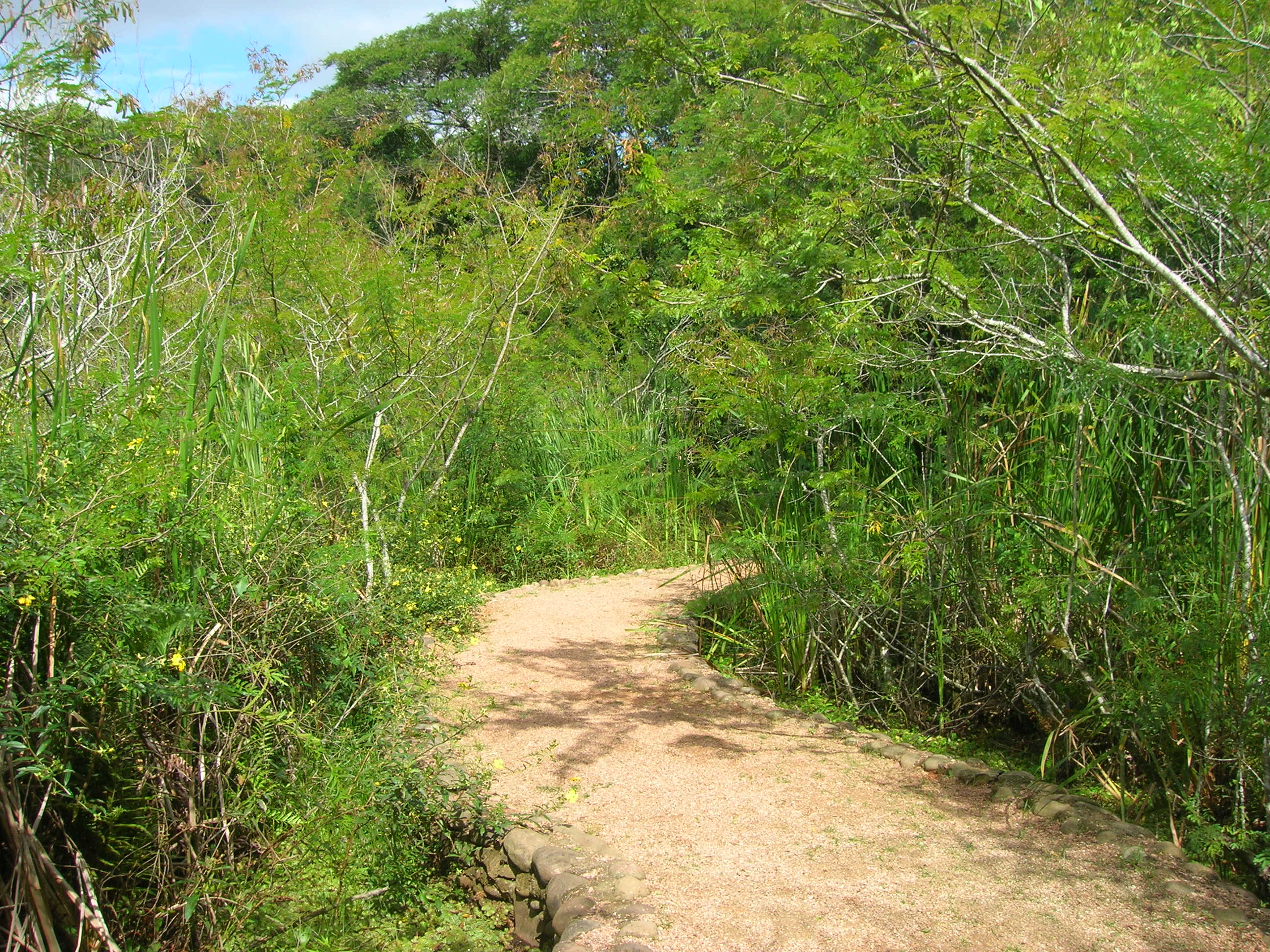
Área de mata nativa

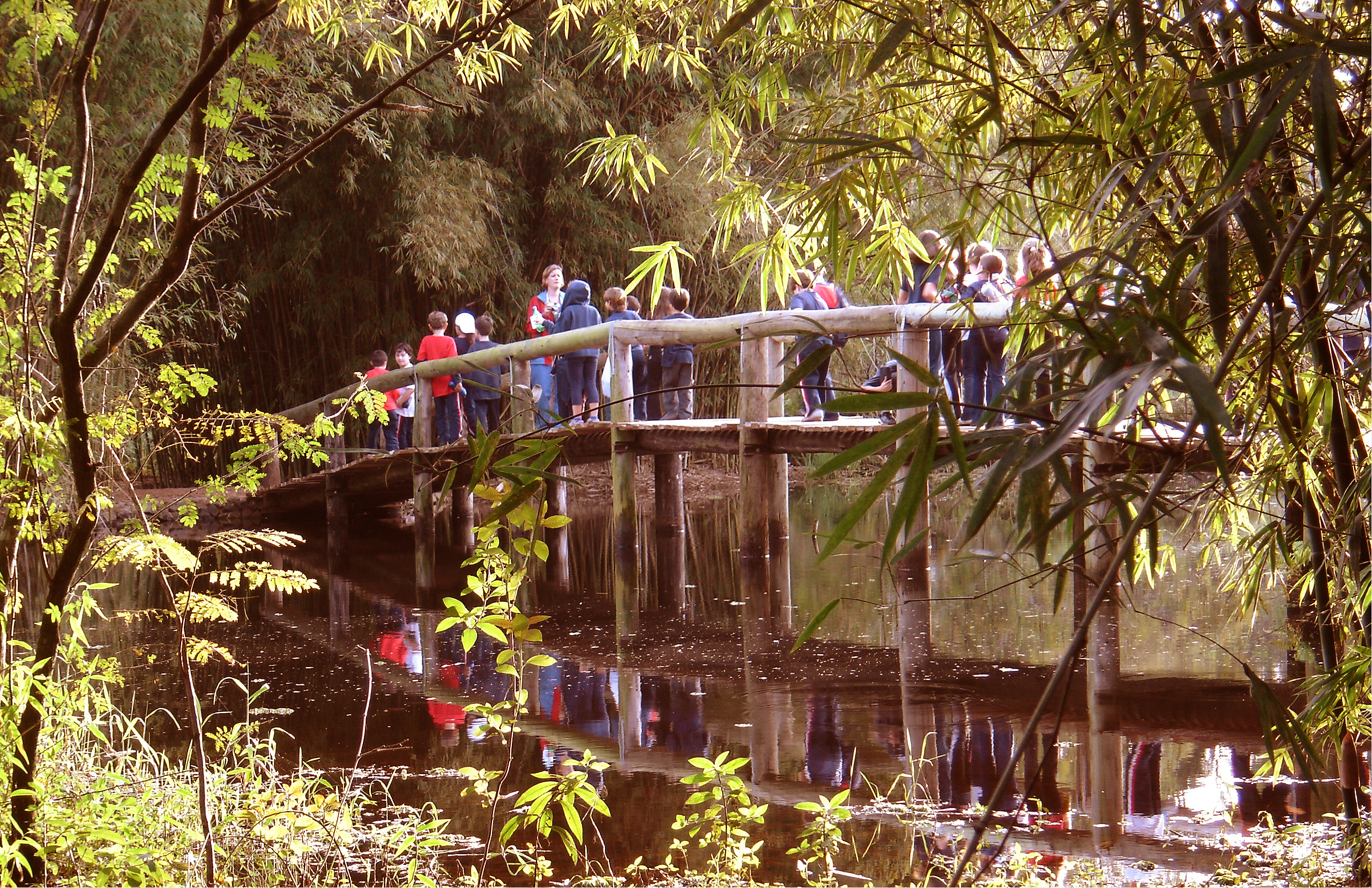
Educação ambiental, uma das preocupações básicas do Jardim Botânico de Porto Alegre.

O Jardim Botânico de Porto Alegre está alinhado aos critérios que regem os jardins botânicos em todo o mundo, que se baseiam nas direções estabelecidas pelo Botanic Gardens Conservation International e pelas Estratégias de Conservação para Jardins Botânicos publicadas em 1989. No caso específico do jardim porto-alegrense, sua missão declarada é "realizar a conservação integrada da flora nativa e dos ecossistemas regionais, tornando-se um centro de referência para a pesquisa, a educação, a cultura e o lazer, contribuindo para a qualidade de vida".

### Atividades
Conforme o Plano Diretor de 2004, as atividades principais do Jardim são:
- Conservação integrada da biodiversidade, com interesse especial na conservação e recuperação de ecossistemas e espécies raras, endêmicas ou ameaçadas.
- Organização e classificação taxonômica dos espécimes e coleções.
- Projetos de qualificação para atendimento das políticas ambientais nacionais e internacionais.
- Intercâmbios institucionais.
- Pesquisa de novas tecnologias para uso sustentável dos recursos da flora.
- Educação ambiental da população, através de programas de conscientização pública e parcerias com outras instituições.
- Formação de recursos humanos especializados.
- Produção e divulgação de conhecimento.
- Estímulo à recreação e ao lazer em contato com a natureza.
- Programas de etnobotânica, visando a recuperação de conhecimentos tradicionais no cultivo e uso de plantas.
- Banco de sementes.
- Viveiro para produção de mudas comercializáveis.

Paralelamente, são organizadas atividades variadas voltadas para a população, como cursos de paisagismo, jardinagem e horticultura; visitas monitoradas; atendimento de escolas e treinamento de professores, viagens de exploração e identificação de espécies. Equipes de cientistas e amadores realizam o monitoramento da fauna de aves do local. Também organiza palestras e eventos científicos, e publica livros e revistas didáticas e científicas.

### Acervo

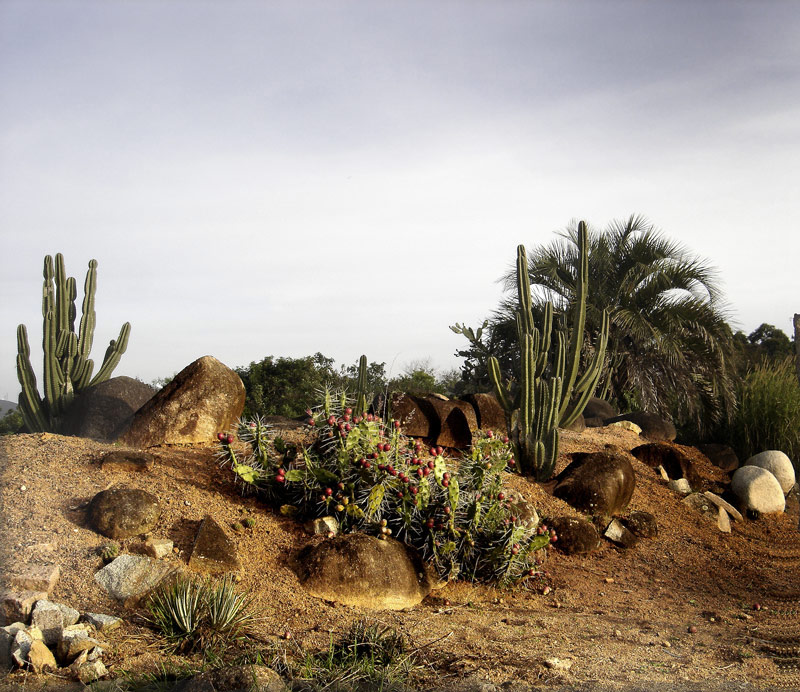
Detalhe do Jardim Rochoso.

O Jardim Botânico mantém plantas no arboreto e plantas em vaso. Muitas espécies conservadas no Jardim são raras ou ameaçadas, como Dyckia agudensis, Parodia calvescens, Tillandsia jonesiana, Catasetum fimbriatum, Oncidium trulliferum e outras.
Segundo o Plano Diretor de 2004, as coleções são:
- Coleções Temáticas: Jardim do Mercosul; Jardim Oriental; Plantas Perfumadas.
- Coleções de Interesse Etnobotânico: Plantas Condimentares; Plantas Medicinais.
- Coleções Fitogeográficas, que reconstituem em áreas delimitadas diversos ecossistemas estaduais importantes: Floresta Estacional Decidual; Floresta Estacional Semidecidual; Floresta Ombrófila Densa; Floresta Ombrófila Mista; Savana Temperada; Cactáceas do Rio Grande do Sul; Jardim Rochoso; Lianas do Rio Grande do Sul; Plantas de Clima Temperado; Plantas de Clima Tropical; Suculentas.
- Coleções Taxonômicas, reunidas por famílias: Acanthaceae, Araceae e Araliaceae; Annonaceae, Myrsiniaceae e Rutaceae; Arecaceae; Bignoniaceae; Fabaceae; Gimnospermae; Myrtaceae; Zingiberales e outras, 19 famílias ao todo.
- Coleções de Conservação: Plantas Nativas Ameaçadas de Extinção.

### Paleontologia
No Museu de Ciências Naturais, que esta localizado dentro do Jardim Botânico de Porto Alegre, há uma exposição de fósseis, além de contribuir com publicações sobre o assunto.